# Прикованный (фильм, 2002)
«Прикованный» (бел. Прыкаваны) — художественный фильм Валерия Рыбарева, снятый в 2002 году и повествующий об одиночестве и скитаниях человеческой души, утратившей веру в себя и в окружающий мир.

## Сюжет
Бывший «афганец» Павел (Владимир Гостюхин) никак не может найти себе место в мирной жизни. В бесконечной череде запоев и мучительных воспоминаний появляется просвет, когда рядом с ним оказывается Анна (Алла Клюка) — молодая скрипачка. Несколько дней они проводят в его одиноком доме на берегу моря, в прогулках и разговорах о жизни.
Девушка вызывает у Павла вполне определённые чувства и желания, но выясняется, что Анна — его дочь, о существовании которой он прежде не знал. Павел отправляется в белорусский Новогрудок, где жил когда-то с её матерью, надеясь наконец обрести семейное счастье и покой.

## В ролях
- Владимир Гостюхин — Павел Вершин
- Алла Клюка — Анна
- Татьяна Титова — Клара
- Татьяна Кулиш — Лиза
- Ирина Основина — жена Юрки
- Юрий Серов — Юрка
- Игорь Клочков
- Фёдор Копосов
- Руслан Смирнов
- Светлана Головина
- Наталья Редкова
- Александр Чупин
- Алла Пролич
- Кристина Бельская
- Алексей Трофимов
- Александр Баранов
- Александр Горбанев

## Съёмочная группа
- Режиссёр — Валерий Рыбарев
- Продюсер — Виктор Сергеев
- Автор сценария — Валерий Рыбарев, Владимир Валуцкий
- Оператор — Валерий Мюльгаут
- Художник — Наталия Кочергина
- Композитор — Роман Рязанцев
- Визуальные эффекты: студия «Бегемот»

## Призы
- Приз «Золотой Витязь» жюри художественных фильмов на XI МКФ «Золотой Витязь» в Рязани (Россия, 2002);
- Приз «за лучшую женскую роль» Алле Клюке на КФ стран СНГ и Балтии «Восток — Запад» в Баку (Азербайджан, 2002);
- «Бронза» на МКФ «Лістапад» в Минске (Беларусь, 2002);
- Приз «за лучшую режиссуру» Валерию Рыбареву, приз «за лучшую мужскую роль» Владимиру Гостюхину на IV Национальном фестивале белорусских фильмов в Бресте (Беларусь, 2003);
- Приз «за лучшую операторскую работу» Валерию Мюльгауту, приз «за лучшую женскую роль» Алле Клюке, спецприз жюри «за незаурядность и значимость» Наталии Кочергиной на I Международном евро-азиатском КФ стран СНГ и Балтии «Восток — Запад. Новое кино. XXI век» в Смоленске (Россия, 2004)[1].

## Интересные факты
- Это первый фильм Валерия Рыбарева после 14-летнего перерыва. Предыдущий фильм — «Меня зовут Арлекино» вышел в 1988 году и является самым кассовым за всю историю белорусского кинематографа[1][2].